# Dix pour cent
Dix pour cent, internationaal ook beter bekend als Call My Agent!, is een Franse televisieserie over een agentschap voor acteurs. Het wordt sinds 2015 uitgezonden door France 2 en door ICI ARTV in Canada, en is beschikbaar op Netflix in de Verenigde Staten, Nederland en het Verenigd Koninkrijk.
De oorspronkelijke en Nederlandse titel (Nederlands: Tien procent) verwijst naar het percentage dat het agentschap krijgt over alle contracten die zij namens hun sterren afsluiten.
De serie werd wereldwijd goed onthaald. Zo schreef de Volkskrant: In de heerlijke Franse serie Dix pour cent spelen beroemde acteurs zichzelf – vet aangezet.

## Plot
Elke dag hebben de agenten Andréa, Mathias, Gabriel, en Arlette van agentschap ASK (Agence Samuel Kerr) te maken met arrogante en moeilijke acteurs, meningsverschillen over de visie op het bedrijf en hun eigen privéleven. Na het plotselinge overlijden van de oprichter, eigenaar en directeur van ASK proberen de vier agenten te redden wat er te redden valt.
Werk en privéleven vallen voor de vier samen. Zo staat Camille, de verborgen dochter van Mathias, plotseling op de stoep bij ASK; Mathias valt voor Noémie, zijn assistente; Andréa wordt verliefd op de belastinginspectrice die de financiën van ASK komt controleren; Gabriel ontdekt het acteertalent van Sofia, de receptioniste van ASK. De vier agenten krijgen ook te maken met hun concurrent: het agentschap StarMedia.

## Cast

### Hoofdrollen
- Camille Cottin: Andréa Martel
- Liliane Rovère: Arlette Azémar
- Thibault de Montalembert: Mathias Barneville
- Grégory Montel: Gabriel Sarda
- Stéfi Celma: Sofia Leprince
- Fanny Sidney: Camille Valentini
- Nicolas Maury: Hervé André-Jezak
- Laure Calamy: Noémie Leclerc

### Terugkerende personages
- Philippine Leroy-Beaulieu: Catherine Barneville
- François Civil: Hippolyte Rivière
- Ophélia Kolb: Colette Brancillon
- Isabelle Candelier: Annick Valentini
- Gabrielle Bos: Hélène Kerr
- Jean-Yves Chatelais: François Brehier
- Assaad Bouab: Hicham Janowski (vanaf seizoen 2)

### Gastrollen
- Dominique Besnehard: Paul Granier
- Arben Bajraktaraj: Gabor Rajevski
- Robert Plagnol: Clément
- Anthony Sonigo: Augustin
- Olivia Côte: Armelle Borzek
- Igor Mendjisky: Christophe Bel
- Marie Berto: Marie-Sophie Garnier
- Lee Delong: Miranda Jones
- Maud Amour: Mathurine
- Kader Boukhanef: Samir Chouke
- Amelie Etasse: Magali
- Nina Gary: Emma Simonet
- Julie Nicolet: Nathalie
- Alain Rimoux: Samuel Kerr
- Elise Lhomeau: Clémentine
- Éric Naggar: Duplay
- Vladimir Perrin: Jonathan Joubert
- Serge Noël: Michel Marteau
- Agnès Château: Michèle Marteau
- Marc Brunet: Mayor Caillot
- Khereddine Ennasri: Saïd
- Sarah-Megan Allouch-Mainier: Karine
- Lucille O'Flanagan-Le Cam: Linda Gérard

### De acteurs
In ieder aflevering spelen er één of meerdere bekende Franse acteurs als zichzelf mee in de serie.
Seizoen 1 (2015)

Aflevering 1: Cécile de France

Aflevering 2: Line Renaud en Françoise Fabian

Aflevering 3: Nathalie Baye, Laura Smet, Gilles Lellouche en Zinedine Soualem

Aflevering 4: Audrey Fleurot

Aflevering 5: Julie Gayet, Joeystarr en Zinedine Soualem

Aflevering 6: François Berléand
Seizoen 2 (2017)

Aflevering 1: Virginie Efira en Ramzy Bedia

Aflevering 2: Fabrice Luchini en Christopher Lambert

Aflevering 3: Julien Doré, Norman Thavaud en Aymeline Valade

Aflevering 4: Isabelle Adjani en Julien Doré

Aflevering 5: Guy Marchand

Aflevering 6: Juliette Binoche
Seizoen 3 (2018)

Aflevering 1: Jean Dujardin

Aflevering 2: Monica Bellucci

Aflevering 3: Gérard Lanvin en Guy Marchand

Aflevering 4: Isabelle Huppert

Aflevering 5: Béatrice Dalle

Aflevering 6: Jean Dujardin, Monica Bellucci, Gérard Lanvin, Audrey Fleurot, Claude Lelouch, JoeyStarr, Françoise Fabian en Line Renaud
Seizoen 4 (2020)

Aflevering 1: Charlotte Gainsbourg & Mimie Mathy

Aflevering 2: Franck Dubosc

Aflevering 3: José Garcia

Aflevering 4: Sandrine Kiberlain

Aflevering 5: Sigourney Weaver

Aflevering 6: Jean Reno

## Productie

### Regisseur
Cédric Klapisch, Lola Doillon, Antoine Garceau, Laurent Tirard, Marc Fitoussi en Jeanne Herry.

### Schrijvers
Dominique Besnehard, Fanny Herrero, Julien Messemackers, Michel Vereecken, Sabrina B. Karine, Anais Carpita, Quoc Dang Tran, Nicolas Mercier, Camille Chamoux, Camille de Castelnau, Cécile Ducrocq, Benjamin Dupas en Eliane Montane schreven het eerste seizoen.

### Producenten
Dominique Besnehard, Cédric Klapisch, Michel Feller, Aurelien Groter en Harold Valentin.

### Opnames
Het eerste seizoen werd gefilmd van november 2014 tot februari 2015. Het tweede seizoen werd opgenomen van september tot december 2016.

## Awards
| Jaar | Prijzen                                             | Categorie                  | Ontvanger                                 | Resultaat   |
| ---- | --------------------------------------------------- | -------------------------- | ----------------------------------------- | ----------- |
| 2016 | Prix de l’Association des Critiques de Séries (ACS) | Beste tv-serie             | France 2                                  | Gewonnen    |
| 2016 | Prix de l’Association des Critiques de Séries (ACS) | Beste acteur               | Grégory Montel                            | Genomineerd |
| 2016 | Prix de l’Association des Critiques de Séries (ACS) | Beste acteur               | Thibault de Montalembert                  | Genomineerd |
| 2016 | Prix de l’Association des Critiques de Séries (ACS) | Beste actrice              | Camille Cottin                            | Gewonnen    |
| 2016 | Prix de l’Association des Critiques de Séries (ACS) | Beste regisseur            | Cédric Klapisch                           | Genomineerd |
| 2016 | Prix de l’Association des Critiques de Séries (ACS) | Beste schrijver            | Fanny Herrero                             | Gewonnen    |
| 2016 | Prix de l’Association des Critiques de Séries (ACS) | Beste productie            | Mon Voisin Producties & Mother Production | Genomineerd |
| 2016 | International Emmy Award                            | Beste comedyserie          | Mon Voisin Producties & Mother Production | Genomineerd |
| 2018 | Globe de Cristal                                    | Beste serie                |                                           | Gewonnen    |
| 2018 | Festival de la fiction TV de La Rochelle            | Beste serie van 52 minuten |                                           | Gewonnen    |
| 2019 | Globe de Cristal                                    | Beste serie                |                                           | Gewonnen    |
| 2019 | Globe de Cristal                                    | Beste acteur               | Grégory Montel                            | Gewonnen    |
| 2019 | Globe de Cristal                                    | Beste actrice              | Camille Cottin                            | Gewonnen    |